# Kivu (jezero)
Jezero Kivu je eno od Afriških velikih jezer. Leži na meji med Demokratično republiko Kongo in Ruando in je v Albertovem tektonskem jarku, zahodni veji Velikega tektonskega jarka. Jezero Kivu se izliva v reko Ruzizi, ki teče proti jugu v Tanganjiško jezero. Leta 1894 je nemški častnik in kolonialni vladar Gustav Adolf von Götzen kot prvi Evropejec odkril jezero.
V preteklosti je jezero Kivu odtekalo proti severu in prispevalo k Belemu Nilu. Pred približno 13.000 do 9000 leti je vulkanska dejavnost blokirala izliv jezera Kivu v povodje Nila. Vulkanizem je ustvaril gore, vključno z gorovjem Virunga, ki so se dvigovale med jezeroma Kivu in Edvardovim jezerom na severu. Voda iz jezera Kivu je bila nato prisiljena proti jugu navzdol po Ruziziju. To pa je dvignilo gladino Tanganjiškega jezera, ki se je razlilo po reki Lukuga.
Jezero Kivu je eno od treh jezer na svetu, skupaj z jezeroma Nyos in jezerom Monoun v Kamerunu , ki so podvržena limniškim izbruhom (kjer prevračanje globokomorskih stratificiranih plasti sprošča raztopljeni ogljikov dioksid (CO2)). Jezersko dno vsebuje tudi metan (CH4), kar pomeni, da bi bila v primeru izbruha limnika ogrožena življenja dveh milijonov ljudi, ki živijo v bližini.

## Geografija
Jezero Kivu je dolgo približno 42 km in najširše 50 km.ref name="readersnatural">Scheffel, Richard L.; Wernet, Susan J., ur. (1980). Natural Wonders of the World. United States of America: Reader's Digest Association, Inc. str. 206–207. ISBN 978-0-89577-087-5.</ref> Njegova nepravilna oblika otežuje natančno merjenje njegove površine; ocenjeno je, da pokriva skupno površino približno 2700 km², zaradi česar je osmo največje jezero v Afriki. Površina jezera leži na višini 1460 metrov nad morsko gladino. To jezero ima možnost, da vsakih 1000 let utrpi limnični izbruh. Jezero ima največjo globino 475 m in povprečno globino 220 m, zaradi česar je dvajseto najgloblje jezero na svetu po največji globini in trinajsto najgloblje po povprečni globini.
Približno 1370 kvadratnih kilometrov ali 58 odstotkov vode jezera leži znotraj meja DR Kongo.
Dno jezera leži na riftni dolini, ki se počasi razmika, kar povzroča vulkansko aktivnost na tem območju.
Deseti največji jezerski otok na svetu, Idjwi, leži v jezeru Kivu. Naselja na obali jezera so Bukavu, Kabare, Kalehe, Sake in Goma v Demokratični republiki Kongo ter Gisenyi, Kibuye in Cyangugu v Ruandi.

## Kemija
Jezero Kivu je sladkovodno jezero in je skupaj s kamerunskima jezeroma Nyos in jezerom Monoun eno od treh, za katera je znano, da so podvržena limniškim izbruhom (kjer prevračanje globokomorskih stratificiranih plasti sprošča raztopljeni ogljikov dioksid). Okoli jezera so geologi našli dokaze o množičnih lokalnih izumrtjih približno vsakih tisoč let, ki so jih verjetno povzročili dogodki izločanja plinov. Sprožilec za prevračanje jezera v jezeru Kivu ni znan, vendar se domneva vulkanska aktivnost in podnebne spremembe. Kemična sestava plinov eksplozivnih jezer je edinstvena za vsako jezero. V primeru jezera Kivu vključuje metan (CH4) in ogljikov dioksid (CO2), kot rezultat interakcije jezerske vode z vulkanskimi vročimi vrelci.
Količina metana na dnu jezera je ocenjena na 65 kubičnih kilometrov. Če bi ta količina metana sežgala v sodobni proizvodni napravi s kombiniranim ciklom, bi proizvedla približno 40.000 megavatov za celo leto, kar je enakovredno izhodni moči šestih jezov Grand Coulee, ki delujejo z najvišjo močjo spomladi. Jezero vsebuje tudi približno 256 kubičnih kilometrov ogljikovega dioksida, ki bi lahko, če bi se sprostil v primeru izbruha, zadušil vse prebivalce jezerske obale. Temperatura vode je 24 °C, pH pa okoli 7 v anoksičnem območju in okoli 9 v vodah s kisikom. Poročajo, da metan nastaja z mikrobno redukcijo vulkanskega CO2. Prihodnje prevračanje in izpust plina iz globokih voda jezera Kivu bi povzročilo katastrofo, ki bi zasenčila zgodovinsko dokumentirane prevrnitve jezer pri veliko manjših jezerih Nyos in Monoun. Ogrožena bi bila življenja približno dveh milijonov ljudi, ki živijo na območju jezerskega bazena.
Jedra iz območja zaliva Bukavu v jezeru razkrivajo, da so na dnu slojevite usedline redkega minerala monohidrokalcita, prepletene z diatomejami, na vrhu sapropelnih usedlin z visoko vsebnostjo pirita. Te najdemo v treh različnih intervalih. Verjame se, da so sapropelne plasti povezane s hidrotermalnimi izpusti, diatomeje pa s cvetenjem, ki je znižalo ravni ogljikovega dioksida dovolj nizko, da se obori monohidrokalcit.
Znanstveniki domnevajo, da bi zadostna interakcija vulkana z vodo na dnu jezera, ki ima visoke koncentracije plina, segrela vodo, izrinila metan iz vode, sprožila eksplozijo metana in sprožila skoraj istočasno sproščanje ogljikovega dioksida, čeprav vstop 1 milijon kubičnih plinov metrov lave med izbruhom januarja 2002 ni imelo učinka. Ogljikov dioksid bi nato zadušil veliko število ljudi v jezerski kotlini, ko bi se plini skotalili z jezerske gladine. Možno je tudi, da bi jezero lahko povzročilo jezerske cunamije, ko iz njega eksplodira plin.
Tveganje, ki ga predstavlja jezero Kivu, so začeli razumeti med analizo novejših dogodkov ob jezeru Nyos. Prvotno se je mislilo, da je metan iz jezera Kivu le poceni naravni vir za izvoz in za proizvodnjo poceni energije. Ko so se začeli razumeti mehanizme, ki so povzročili prevrnitve jezera, so se začeli zavedati tudi tveganja, ki ga jezero predstavlja za lokalno prebivalstvo.
Na jezeru Nyos so leta 2001 namestili poskusno odzračevalno cev za odstranjevanje plina iz globoke vode, vendar bi bila takšna rešitev za veliko večje jezero Kivu precej dražja. Približno 510 milijonov metričnih ton ogljikovega dioksida v jezeru je nekaj manj kot 2 odstotka količine, ki se letno sprosti pri sežiganju fosilnih goriv človeka. Zato bi lahko postopek njegove izdaje povzročil stroške, ki presegajo zgolj gradnjo in delovanje sistema.
Ta problem, povezan z razširjenostjo metana, je problem mazuku, svahilskega izraza 'zlobni veter' za izločanje metana in ogljikovega dioksida, ki ubija ljudi in živali ter lahko celo ubije rastlinje, če je v dovolj visoki koncentraciji.

### Pridobivanje metana
Nedavno je bilo ugotovljeno, da jezero Kivu vsebuje približno 55 milijard m³ raztopljenega bioplina na globini 300 metrov. Do leta 2004 je pridobivanje plina potekalo v majhnem obsegu, pri čemer so pridobljeni plin uporabljali za poganjanje kotlov v pivovarni Bralirwa v Gisenyiju. Kar zadeva obsežno izkoriščanje tega vira, se je ruandska vlada pogajala s številnimi stranmi za pridobivanje metana iz jezera.
Leta 2011 je ContourGlobal, energetsko podjetje s sedežem v Združenem kraljestvu, osredotočeno na nastajajoče trge, zagotovilo financiranje projekta za začetek obsežnega projekta črpanja metana. Projekt poteka prek lokalnega ruandskega subjekta, imenovanega KivuWatt, z uporabo ploščadi za barže na morju za pridobivanje, ločevanje in čiščenje plinov, pridobljenih iz jezerskega dna, pred črpanjem prečiščenega metana po podvodnem cevovodu v plinske motorje na kopnem. Prva faza projekta, ki napaja tri 'generatorje' vzdolž obale jezera in dovaja 26 MW električne energije v lokalno omrežje, je bila medtem zaključena. Naslednja faza je namenjena postavitvi devetih dodatnih agregatov z močjo 75 MW, da bi ustvarili skupno zmogljivost 101 MW.
Poleg tega je Symbion Power Lake Kivu Limited leta 2015 prejel pogodbo o koncesiji in proizvodnji električne energije (PPA) za proizvodnjo 50 MW električne energije z uporabo metana iz jezera Kivu. Projekt se je začel graditi leta 2019, prva moč (1. faza - 14 MW) je bila proizvedena v prvem četrtletju leta 2020. Tovarna je v celoti delovala leta 2021.
Symbion Power je kupil še eno koncesijo za nadaljnjih 25 MW in se trenutno pogaja o pogodbi PPA z Rwanda Electricity Group, ki bo morda šest mesecev po podpisu pogodbe PPA v omrežje poslala 8 MW električne energije. Ta koncesija je na lokaciji prvotnega pilotnega obrata, znanega kot KP1.[potrebna je posodobitev]
Poleg upravljanja črpanja plina bo KivuWatt upravljal tudi tovarne za proizvodnjo električne energije in nadaljnjo prodajo električne energije ruandski vladi pod pogoji dolgoročne pogodbe o nakupu električne energije (PPA). To omogoča KivuWattu, da nadzira vertikalno integrirano ponudbo energije od točke pridobivanja do točke prodaje v lokalno omrežje. Ekstrakcija naj bi bila stroškovno učinkovita in razmeroma preprosta, saj ko se voda, bogata s plini, načrpa, začnejo raztopljeni plini (predvsem ogljikov dioksid, vodikov sulfid in metan) izhajati, ko se pritisk vode zmanjša. Pričakuje se, da bo ta projekt povečal zmogljivost Ruande za proizvodnjo energije za kar 20-krat in bo Ruandi omogočil prodajo električne energije sosednjim afriškim državam. Podjetje je bilo leta 2011 nagrajeno z nagrado Africa Power deal of the year za inovativnost pri finančnih ureditvah, ki jih je pridobilo iz različnih virov za projekt KivuWatt. 200 milijonov dolarjev vredna elektrarna je leta 2016 obratovala s 26 MW.

## Biologija in ribištvo
Ribja favna v jezeru Kivu je relativno revna z 28 opisanimi vrstami, vključno s štirimi vnesenimi vrstami. Domače živali so jezerski golec (Raiamas moorii), štiri vrste mren (riponska mrena (Barbus altianalis), vzhodnoafriška rdečeplavuta mrena (Enteromius apleurogramma), rdečepekasta mrena (E. kerstenii) in Pellegrinova mrena (E. pellegrini)), Amphilius somi, dva C. liocephalus in C. gariepinus, nilska tilapija (Oreochromis niloticus) in 15 endemičnih Haplochromis ciklidov. Drugih 20 je morda neopisanih vrst ciklidov. Uvedene vrste so trije ciklidi, dolgoplavuta tilapija (Oreochromis macrochir), modropikasta tilapija (O. leucostictus) in rdečeprsa tilapija (Coptodon rendalli) ter klopeid, tanganjiška sardela (Limnothrissa miodon). Sardina se lokalno imenuje 'Ndagala' ali 'Isambaza'.
Zaloge sardel iz Tanganjiškega jezera, ki jih je mogoče izkoriščati, so ocenili na 2000–4000 metričnih ton na leto. V jezero Kivu ga je konec leta 1959 uvedel belgijski agronom Alphonse Collart. Poskus istočasne uvedbe podobne papaline iz Tanganjiškega jezera (Stolothrissa tanganicae) ni bil uspešen.
Trenutno je jezero Kivu edino naravno jezero, v katerega je bila najprej uvedena L. miodon, sardela, ki je bila prvotno omejena na Tanganjiško jezero, da bi zapolnila prazno nišo. Pred vnosom v pelagičnih vodah jezera Kivu ni bilo planktivornih rib. V zgodnjih 1990-ih je bilo na jezeru 6563 ribičev, od tega 3027 povezanih s pelagičnim ribolovom in 3536 s tradicionalnim ribolovom. Obsežen oborožen spopad v okolici od sredine 1990-ih je povzročil upad ribiškega ulova.
Po uvedbi je sardela pridobila velik gospodarski in prehranski pomen za človeško populacijo ob jezeru, toda z vidika ekosistema lahko vnos planktonskih rib povzroči pomembne spremembe strukture planktonske skupnosti. Nedavna opazovanja so pokazala, da je v zadnjih desetletjih izginotje velikega pašnika, Daphnia curvirostris in prevlado v skupnosti mezozooplanktona treh vrst ciklopoidnih kopepodov: Thermocyclops consimilis, Mesocyclops aequatorialis in Tropocyclops confinis.
Prva celovita raziskava fitoplanktona je bila objavljena leta 2006. Z letnim povprečjem klorofila a v mešanem sloju 2,2 mg m−3 in nizko vsebnostjo hranil v evfotičnem območju je jezero očitno oligotrofno. Diatomeje so prevladujoča skupina v jezeru, zlasti v sušnih sezonah globokega mešanja. Med deževno sezono stratificirani vodni stolpec z visoko svetlobo in manjšo razpoložljivostjo hranil daje prednost prevladi cianobakterij z velikim številom fototrofnega pikoplanktona. Dejanska primarna proizvodnja je 0,71 g C m−2 d−1.
Jezero Kivu je dom štirih vrst sladkovodnih rakov, vključno z dvema neendemitoma (Potamonautes lirrangensis in P. mutandensis) in dvema endemitoma (P. bourgaultae in P. idjwiensis). Med jezeri riftne doline sta Tanganjiško in Viktorijino jezero edina druga z endemičnimi sladkovodnimi rakci.

### Nezakonit ribolov
Leta 2018 je bilo na jezeru Kivu zabeleženih več kot 400 primerov morebitnega nezakonitega ribolova. Glede na raziskave na živalih in prenos tehnologije pri ruandskem kmetijskem odboru je proizvodnja rib v jezeru Kivu padla s 24.199 ton v ribolovni sezoni 2017–2018 na 16.194 ton v obdobju 2019–2020, kar je namestnica direktorja Solange Uwituze pripisala metode ribolova, ki vplivajo na razmnoževanje rib. Med majem in julijem 2020 so operacije pomorske enote ruandske policije poročale o 27 primerih, vključno z 10 aretiranimi divjimi lovci zaradi nezakonitega ribolova na jezeru.

## Galerija
- Jezero Kivu iz Sakeja, Goma, DR Kongo
- Jezero Kivu z Gomo v ozadju, Kongo
- Jezero Kivu, ki ločuje Bukavu (v ospredju) in Cyangugu (v ozadju), kot ga vidimo s Tumbimbija